# Radu Soviani
Radu Soviani (n. 1977) este un jurnalist român, redactor șef al cotidianului economic Business Standard.
Anterior acesta a ocupat funcția de director editorial al postului de televiziune The Money Channel. În prezent mai realizeaza și emisiunea The Money Show la postul respectiv de televiziune.
A absolvit Academia de Studii Economice - Facultatea de Finanțe, Asigurări, Bănci și Burse de Valori.
Și-a început cariera în anii '90 la Tele 7abc, unde avea o emisiune de 15 minute, în cadrul căreia era nevoit să vorbeasca foarte repede, pentru a putea spune cât mai multe lucruri. În 2004 se mută de la B1 TV la Money Channel.